# Maximilian Lechner
Maximilian Lechner (* 27. Mai 1990) ist ein österreichischer Poolbillardspieler.

## Karriere

### Einzel
Seine ersten nationalen Titel im Jugendbereich gewann Maximilian Lechner 2004. Er wurde in der Altersklasse Knirpse österreichischer Meister im 8-Ball und gewann bei den Schülern den Titel im 14/1 endlos. Bei der Jugend-Europameisterschaft 2005 gewann er mit dem dritten Platz im 8-Ball der Schüler seine erste EM-Medaille bei einem Einzelwettbewerb. 2006 erreichte er beim 8-Ball-Wettbewerb der Schüler das Finale, in dem er jedoch dem Deutschen Nico Wehner mit 0:6 unterlag. Im selben Jahr wurde er österreichischer Schüler-Meister in den Disziplinen 8-Ball und 14/1 endlos. Bei den Junioren wurde er 2007 österreichischer Meister im 9-Ball und 2008 im 8-Ball. Im August 2008 wurde er durch einen 7:0-Sieg gegen den Russen Roman Prutschai Junioren-Europameister im 8-Ball. Wenige Tage später erreichte er beim 9-Ball-Wettbewerb der Herren-Europameisterschaft, zu der er in diesem Jahr erstmals nominiert worden war, die Runde der letzten 32, in der er dem Engländer Darren Appleton nur knapp mit 7:9 unterlag. Im Oktober 2008 wurde Lechner österreichischer Meister der Herren in den Disziplinen 8-Ball und 14/1 endlos.
Bei der EM 2009 erreichte Lechner im 8-Ball und im 9-Ball das Achtelfinale. Bei der österreichischen Meisterschaft 2009 gelang es ihm durch Finalsiege gegen Erich Gruber und Florian Laner seine beiden Titel aus dem Vorjahr erfolgreich zu verteidigen. Bei der EM 2010 erreichte er die Runde der letzten 32 im 10-Ball. Im Oktober 2010 wurde er österreichischer Meister im 9-Ball und 10-Ball. 2011 gewann er im Finale gegen Mario He den Titel im 9-Ball.
2015 wurde Lechner, fünf Jahre nach seiner letzten Teilnahme, wieder zur Europameisterschaft nominiert. Dort erreichte er das Viertelfinale im 14/1 endlos, das er mit 107:125 gegen den Polen Tomasz Kapłan verlor, und das Achtelfinale im 9-Ball. Im Februar 2016 gelang ihm bei den Italian Open erstmals der Einzug in die Finalrunde eines Euro-Tour-Turniers. Durch einen 9:6-Sieg gegen Daryl Peach erreichte er schließlich das Achtelfinale, in dem er mit 6:9 gegen den Schotten Jayson Shaw ausschied. Bei der EM 2016 erreichte er die Runde der letzten 32 im 14/1 endlos und im 9-Ball.

### Mannschaft
In der Bundesligasaison 2008/09 wurde Lechner mit dem Pool X-Press Innsbruck Vizemeister. In der Einzelrangliste belegte er mit einer Bilanz von 24:4 Partien den ersten Platz. In der Saison 2009/10 wurde er mit dem Verein österreichischer Meister, wobei er in der Einzelwertung erneut den ersten Platz erreichte. Nachdem er mit dem Pool X-Press in den folgenden drei Spielzeiten Vizemeister geworden war, wurde er 2014 zum zweiten Mal österreichischer Meister und gewann, abermals mit 24:4 Partien, die Einzelwertung. In der Saison 2014/15 konnte er mit den Innsbruckern den österreichischen Meistertitel erfolgreich verteidigen. Anschließend meldete der Verein jedoch seine Bundesligamannschaft ab und spielte fortan in der drittklassigen Tiroler Liga. Dort wurde Lechner mit dem Pool X-Press Innsbruck in der Saison 2015/16 Zweiter, wobei er mit 26:2 Partien den ersten Platz der Einzelwertung erreichte.
Mit der österreichischen Nationalmannschaft wurde Lechner 2015 EM-Dritter.
Bei der Team-Weltmeisterschaft war er bislang einmal Teil der österreichischen Mannschaft. 2010 schied er mit dieser in der Vorrunde aus.

## Erfolge
| Einzel                                | Einzel                 |
| ------------------------------------- | ---------------------- |
| 8-Ball-Junioren-Europameister:        | 2008                   |
| Österreichischer 8-Ball-Meister:      | 2008, 2009             |
| Österreichischer 14/1-endlos-Meister: | 2008, 2009             |
| Österreichischer 10-Ball-Meister:     | 2010                   |
| Österreichischer 9-Ball-Meister:      | 2010, 2011             |
| Mannschaft                            |                        |
| Österreichischer Meister:             | 2010, 2014, 2015, 2019 |